# Loxosceles cubana
Loxosceles cubana là một loài nhện trong họ Sicariidae.
Loài này thuộc chi Loxosceles. Loxosceles cubana được miêu tả năm 1958 bởi Gertsch.